# Hypocalinae
Sous-famille
Les Hypocalinae sont une sous-famille de papillons de nuit de la famille des Erebidae.

## Liste des genres
Selon BioLib (7 juillet 2024) :
- Aon Neumögen, 1892
- Goniapteryx Perty, 1833
- Hypocala Guenée, 1852
- Hypsoropha Hübner, 1818
- Psammathodoxa Dyar, 1921

## Classification
La sous-famille des Hypocalinae a été créée en 1852 par Achille Guenée.